# 珍妮特·布倫南·克勞夫特
珍妮特·布倫南·克勞夫特（英語：Janet Brennan Croft，1961年—）是美國作家、圖書館員，以對J·R·R·托爾金的學術研究聞名。現於羅格斯大學任職。

## 生平
1982年，印第安納大學古典文明和英語專業畢業（雙專業）。1983年在印第安納大學图书馆学与信息科学學院獲得图书馆学碩士學位。曾短暫於匹茲堡卡內基圖書館工作；2001年起在奧克拉荷馬大學任職，2007年成為該校副教授。2014年9月起在羅格斯大學任職。
2006年起擔任學術期刊《Mythlore》主編。她還以「托爾金學者」身分擔任哈比人系列電影（2012－2014年間上映）的顧問。